# اژدهای چاق وارد می‌شود (فیلم ۲۰۲۰)
اژدهای چاق وارد می‌شود (به انگلیسی: Enter the Fat Dragon) یک فیلم سینمایی هنگ کنگی در ژانر هنرهای رزمی و کمدی محصول سال ۲۰۲۰ به نویسندگی و کارگردانی وانگ جینگ است. این فیلم بازسازی فیلم اژدهای چاق وارد می‌شود (فیلم ۱۹۷۸) با همین نام است.

## بازیگران
- دانی ین در نقش فالون زو
- ترزا مو
- وانگ جینگ
- نیکی چائو
- نائوتو تاکناکا
- تتسو واتانابه
- هیرو هایاما
- لوئیس ژیانگ
- چانی لین (لیو شین نان)
- جوی تی
- وانگ چو-لام
- لارنس چو
- جری بره
- یان هوآ
- جیم چیم
- دوست چان
- باب لام
- تایسون چاک
- جسیکا جان
- فیلیپ نگ
- آنتونی چان.[۳]